# Соловьёв, Николай Васильевич (лингвист)
Никола́й Васи́льевич Соловьёв (23 декабря 1940, Ленинград — 3 сентября 2006, Санкт-Петербург) — советский, российский лингвист, лексикограф, кандидат филологических наук, ведущий научный сотрудник Института лингвистических исследований РАН (до 1991 г. — Ленинградское отделение Института языкознания Академии наук СССР).

## Биография
Во время Великой Отечественной войны ребёнком пережил блокаду. Работал старшим пионервожатым, электромонтером, организатором по воспитательной работе в школе, педагогом во Дворце пионеров. В 1967 г. окончил вечернее отделение Ленинградского государственного университета по специальности филолога-русиста. В том же году принят младшим научным сотрудником в Институт языкознания Академии наук СССР, в Словарный отдел, где работал до 2006 г. В 1977 г. защитил кандидатскую диссертацию. Несколько лет работал в справочной телефонной службе русского языка при Словарном секторе Института языкознания. С 1997 года был членом Орфографической комиссии при Отделении литературы и языка Российской академии наук от Санкт-Петербурга (вместе с В. Ф. Ивановой).

## Лексикографическая деятельность
Н. В. Соловьев — автор и редактор многих известных, в том числе академических, словарей.
Являлся одним из авторов-составителей словаря-справочника «Трудности словоупотребления и варианты норм русского литературного языка» / под ред. К. С. Горбачевича. — Л.: Наука, 1973;
"Словаря названий жителей СССР / под ред. А. М. Бабкина, Е. А. Левашова. — М.: Русский язык, 1975 г.
Принимал участие в составлении двух ежегодных выпусков «Новое в русской лексике. Словарные материалы» (за 1980 и 1981 гг.), был автором и редактором выпуска «Новое в русской лексике. Словарные материалы» за 1989 г.
Входил в главную редакцию 2-го, переработанного и исправленного, издания «Словаря современного русского литературного языка» в 20 томах (БАС-2; вышло 6 томов). Являлся автором и редактором Большого академического словаря (БАС-3).
Н. В. Соловьев был одним из редакторов-лексикографов «Большого толкового словаря русского языка» (БТС; 1-е изд. — 1998 г.).

## Авторские словари
1. Соловьёв Н. В. Русское правописание: Орфографический справочник (словарь, комментарий, правила). / РАН, Ин-т лингвистических исследований. — 1-е, 2-е изд., испр. и доп. СПб.: Норинт, 1997. Переиздан под названием «Орфографический словарь: Комментарий. Правила: Справочник» (90000 слов) — 3-е изд., испр. и доп. СПб., 2000.
Издание представляет собой оригинальный новый тип орфографического пособия — справочник, где сообщается не только, как надо писать то или иное слово или оборот речи, но и почему именно так, а не иначе они пишутся. Для выполнения поставленной задачи Н. В. Соловьевым был разработан уникальный прием подачи объяснительного материала, позволяющий читателю оперативно найти правило, объясняющее написание конкретного слова. Книга состоит из трех разделов: орфографический словарь, комментарии к написанию слов и свод правил русского правописания. При словах и оборотах, написание которых, по мнению автора, представляет трудность, приводится занумерованная отсылка к разделу «Комментарии», где находится соответствующее правило орфографии или пунктуации. Для читателей, нуждающихся в более обширной информации, в тексте комментария приводится отсылка к параграфу «Правил русского правописания», положения которого легли в основу данного комментария.
В третий раздел Справочника включены прежде всего положения «Правил русской орфографии и пунктуации» 1956 года. Однако известно, что в русской орфографии существует целый ряд нерешенных вопросов, которые не регламентированы Правилами 1956 года или толкуются по-разному указанными Правилами и Академическим орфографическим словарем. В письменной практике русскоязычного общества в последние годы появляются изменения и новые явления, которые по существу не совпадают с предписаниями Правил 1956 года. Н. В. Соловьев в авторских комментариях к правилам не только отмечает такие ситуации, но и излагает свою точку зрения на решение той или иной орфографической проблемы. Кроме того, в отдельных случаях авторские комментарии, не изменяя существа самих правил, уточняют их формулировки, а также могут содержать информацию, которая должна способствовать осознанному усвоению правил читателями.
2. Соловьев Н. В. Орфографический словарь русского языка (130 000 слов) / ИЛИ РАН. — М.; Астрель, АСТ, Транзиткнига, 2003;
Словарь издавался также в «карманной» версии: Орфографический словарь русского языка (60 000 слов) / ИЛИ РАН. — М.; Астрель, АСТ, Транзиткнига, 2005 и / ИЛИ РАН. — М.; Астрель, АСТ, 2009.
В данном издании расширен словник орфографического словаря и увеличен объём справочной информации в комментариях. Сохранена система отсылок, по которым легко найти соответствующий комментарий, объясняющий написание слова. В Большом словаре комментарии расположены на тех же страницах, что и сам словник, но имеют свою нумерацию. В «карманной» версии комментарии представляют собой отдельный раздел, систематизированный по образцу свода правил. Однако сочетание именно трех разделов — словник, комментарии и свод правил правописания — которое сформировало первый словарь-справочник Н. В. Соловьева, в последующих словарях не сохранилось.
3. Соловьев Н. В. Словарь правильной русской речи (85 000 слов) / ИЛИ РАН. — М.: Астрель, АСТ, Транзиткнига, 2004.
Словарь также имеет «карманную» версию: Словарь правильной русской речи (40 000 слов) / ИЛИ РАН. — М.; Астрель, АСТ, Хранитель, 2006 и / ИЛИ РАН. — М.; Астрель, АСТ, 2008.
Уникальным отличием данного издания стало совмещение в одной книге рекомендаций нормативного характера как для письменной, так и для устной речи. Словарь дает многогранное описание русского слова: правильное произношение, написание, управление. В издании использована та же система занумерованных отсылок и авторских комментариев, что и в предыдущих словарях Н. В. Соловьева.
Вторая особенность Словаря состоит в том, что часто он рекомендует употребление слова, более соответствующее современным правилам общения, или указывает на равноправность существующих вариантов словоупотребления, объясняя причины их возникновения. В предисловии к изданию Н. В. Соловьев декларирует свою точку зрения на характер языковых процессов и их влияние на нормы речи, отмечая, что все предписания и рекомендации его словаря опираются на разработки лингвистов, опубликованные в научных изданиях последних десятилетий. Однако автор указывает, что далеко не всегда различные издания одинаково оценивают тот или иной факт речи, и часто рекомендации нормативных пособий вступают в противоречие с существующей практикой употребления слов.
4. Соловьев Н. В. Давайте писать правильно! Орфографические трудности современного русского языка: краткий словарь-справочник — СПб.; Филологический факультет СПбГУ, 2004. Словарь входит в серию словарей «Давайте писать правильно».
В 2011 г. Словарь правильной русской речи был переиздан под названием «Три главных словаря русского языка в одной книге: орфографический, орфоэпический, грамматический. Словарь с комментариями» (М.: Астрель АСТ, 2011).